# Selojari
Selojari is een bestuurslaag in het regentschap Grobogan van de provincie Midden-Java, Indonesië. Selojari telt 1989 inwoners (volkstelling 2010).